# Alexandre Frota
Alexandre Frota (Río de Janeiro, 14 de octubre de 1963) es un político, exmodelo, actor pornográfico y deportista retirado brasileño.

## Biografía

### Carrera artística
Dentro de su carrera como actor, Frota ha participado en telenovelas de la cadena televisiva brasileña Rede Globo, así como también en películas y obras de teatro en portugués tanto en Brasil como en Portugal. En su desempeño como actor pornográfico, ha actuado en películas del rubro principalmente producidas por Brasileirinhas, en escenas de diversas categorías, que incluyen sexo heterosexual, bisexual en tríos y con actrices transgénero. También ha actuado en escenas de pornografía gay en un rol sexual de activo, destacando por su cuerpo atlético muscular. Asimismo, ha posado como modelo erótico de desnudo masculino en sesiones homoeróticas. En la televisión, también ha participado en programas de telerrealidad como Quinta das Celebridades y Casa dos Artistas de SBT.

### Carrera política
En 2018 resultó elegido como diputado federal por São Paulo en las elecciones generales de ese año, por el Partido Social Liberal (PSL). En agosto de 2019 fue expulsado del Partido Social Liberal e ingresó al Partido de la Social Democracia Brasileña (PSDB), previa invitación del presidente del partido. Dentro de su activismo político, apoyó el proceso de destitución contra Dilma Rousseff y un paro general de camioneros brasileños en 2018.

## Vida personal
Frota ha contraído matrimonio en tres oportunidades: En 1986 con la actriz brasileña Cláudia Raia, con la que se separó en 1989; posteriormente se casó con Andréa Oliveira, cuya unión tan solo duró unos meses. Finalmente contrajo matrimonio con la modelo y bailarina Fabiana Rodrigues en 2011. Tiene un hijo llamado Mayã, producto de una relación con Samantha Lima Gondim. Con respecto a su orientación sexual ha declarado a la prensa ser bisexual.